# Dendrobium plicatile
Dendrobium plicatile är en orkidéart som beskrevs av John Lindley. Dendrobium plicatile ingår i släktet Dendrobium, och familjen orkidéer. Inga underarter finns listade i Catalogue of Life.

## Bildgalleri

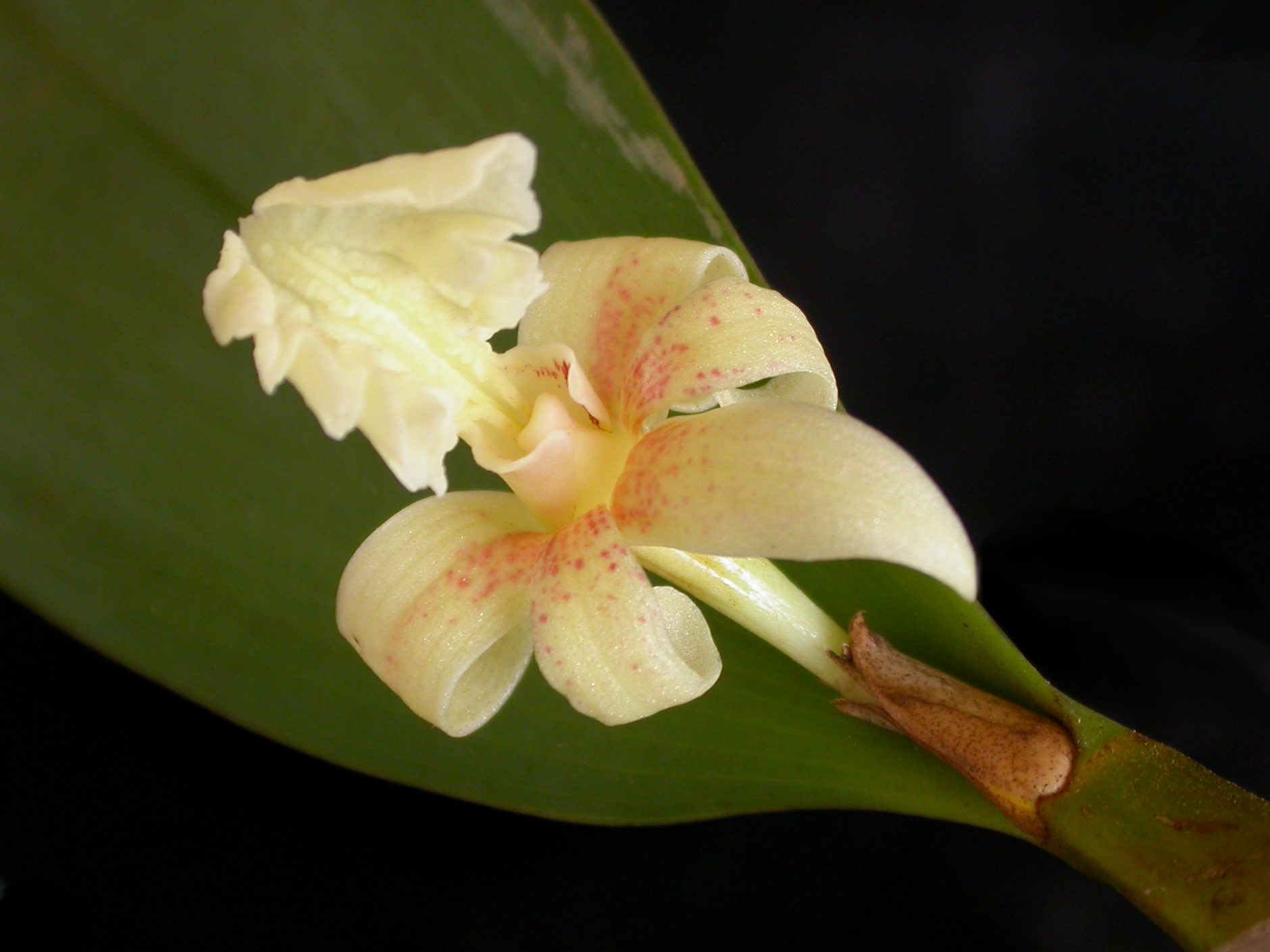
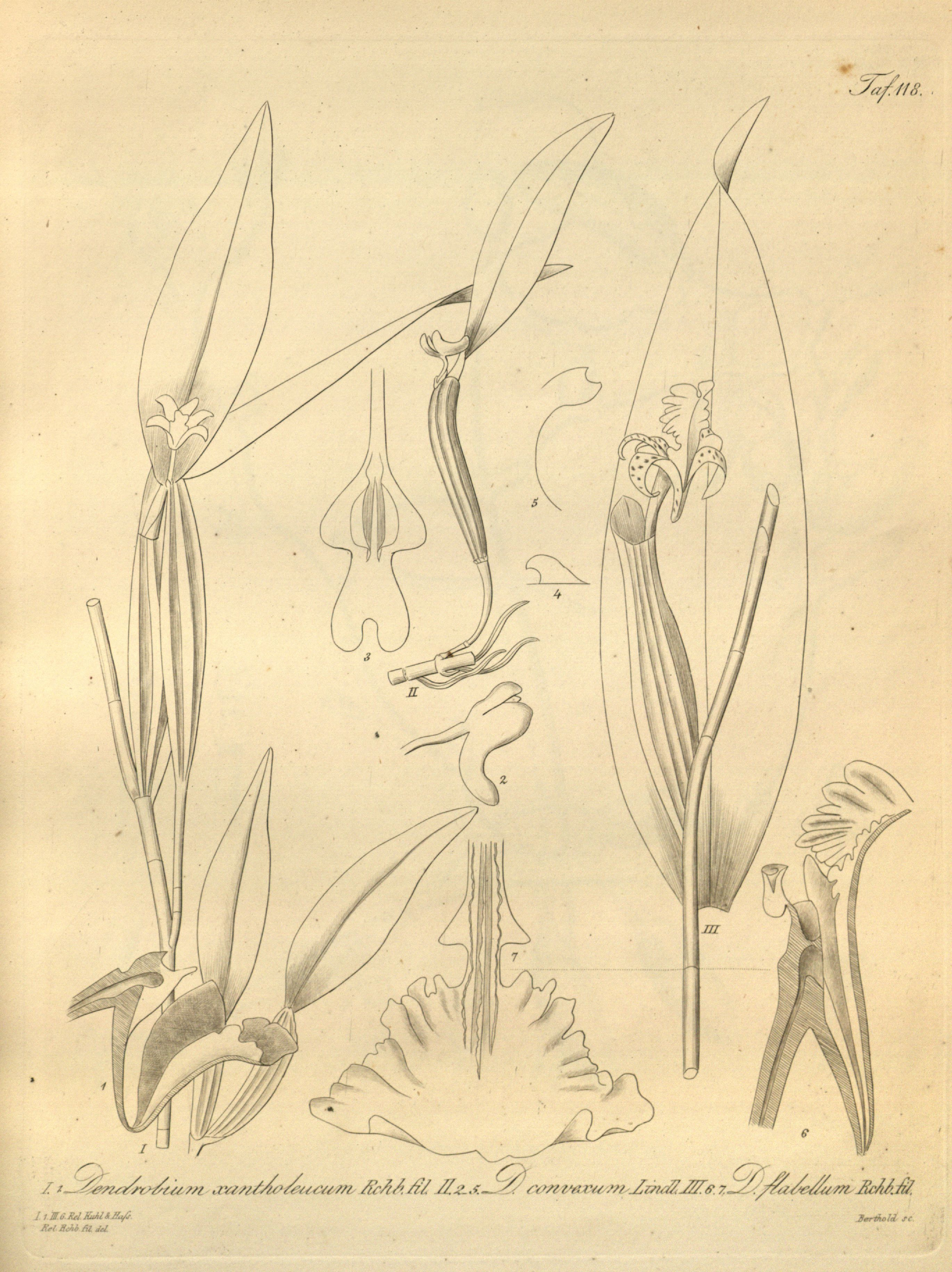